# Sanyangia propinquae
Sanyangia propinquae är en stekelart som beskrevs av Yang 1996. Sanyangia propinquae ingår i släktet Sanyangia och familjen finglanssteklar. Inga underarter finns listade i Catalogue of Life.